# Anton Bühler
Anton Bühler, född 1848 och död 1920, var en tysk skogsman.
Bühler var professor vid universitetet i Tübingen och föreståndare för Württembergs skogsförsöksanstalt. Han utgav Der Waldbau (2 band 1918-1922), där bland annat de naturliga faktorernas inverkan på skogsproduktionen ingående diskuteras med stöd av honom själv utförda praktiska försök.